# Прямий добуток груп
Прямий добуток груп — операція, яка за групами {\displaystyle G} і {\displaystyle H} будує нову групу, яку зазвичай позначають як {\displaystyle G\times H}. Ця операція є теоретико-груповим аналогом декартового добутку множин та одним з основних прикладів поняття прямого добутку.
У контексті абелевих груп прямий добуток іноді називають прямою сумою та позначають {\displaystyle G\oplus H}. Прямі суми відіграють важливу роль у класифікації абелевих груп: згідно з теоремою про структуру скінченнопороджених абелевих груп, будь-яку скінченнопороджену абелеву групу можна розкласти в пряму суму циклічних груп.

## Визначення
Якщо {\displaystyle G} і {\displaystyle H} — групи з операціями {\displaystyle *} і {\displaystyle \triangle } відповідно, той прямий добуток {\displaystyle G\times H} визначається так:
1. Множиною є декартівдобуток, {\displaystyle G\times H}. Його елементами є упорядковані пари {\displaystyle (g,h)}, де {\displaystyle g\in G} і {\displaystyle h\in H}.
2. Бінарна операція {\displaystyle \cdot } на {\displaystyle G\times H} визначається покомпонентно:
{\displaystyle (g_{1},h_{1})\cdot (g_{2},h_{2})=(g_{1}*g_{2},h_{1}\triangle h_{2})}

Отриманий алгебричний об'єкт задовольняє аксіомам групи:
Асоціативність бінарної операціїБінарна операція на {\displaystyle G\times H} асоціативна, що перевіряється покомпонентно.
Існування одиничного елементаПрямий добуток має одиничний елемент {\displaystyle 1_{G\times H}=(1_{G},1_{H})}, де {\displaystyle 1_{G}} — одиничний елемент {\displaystyle G} і {\displaystyle 1_{H}} — одиничний елемент {\displaystyle H}.
Існування оберненого елемента
Обернений елемент до елемента {\displaystyle (g,h)} у {\displaystyle G\times H} — це пара {\displaystyle (g^{-1},h^{-1})}, де {\displaystyle g^{-1}} є оберненим до {\displaystyle g} в {\displaystyle G}, а {\displaystyle h^{-1}} — оберненим до {\displaystyle h} в {\displaystyle H}.

## Приклади
- Нехай {\displaystyle \mathbb {R} } — група дійсних чисел із операцією додавання. Тоді прямий добуток {\displaystyle \mathbb {R} \times \mathbb {R} } — група всіх двокомпонентних векторів {\displaystyle (x,y)} з операцією додавання векторів:
{\displaystyle (x_{1},y_{1})+(x_{2},y_{2})=(x_{1}+x_{2},y_{1}+y_{2})}.
- Нехай {\displaystyle \mathbb {R^{+}} } — група додатних дійсних чисел із операцією множення. Тоді прямий добуток {\displaystyle \mathbb {R^{+}} \times \mathbb {R^{+}} } — група всіх векторів у першій координатній чверті з операцією покомпонентного множення:
{\displaystyle (x_{1},y_{1})\times (x_{2},y_{2})=(x_{1}\times x_{2},y_{1}\times y_{2})}.
- Нехай {\displaystyle G} і {\displaystyle H} — циклічні групи, кожна з яких містить два елементи:

- | * | 1 | a |
| - | - | - |
| 1 | 1 | a |
| a | a | 1 |
- | * | 1 | b |
| - | - | - |
| 1 | 1 | b |
| b | b | 1 |

Тоді прямий добуток {\displaystyle G\times H} ізоморфний 4-групі Кляйна:
| *      | (1,1)  | (a,1)  | (1, b) | (a, b) |
| ------ | ------ | ------ | ------ | ------ |
| (1,1)  | (1,1)  | (a,1)  | (1, b) | (a, b) |
| (a,1)  | (a,1)  | (1,1)  | (a, b) | (1, b) |
| (1, b) | (1, b) | (a, b) | (1,1)  | (a,1)  |
| (a, b) | (a, b) | (1, b) | (a,1)  | (1,1)  |

## Елементарні властивості
- Порядок прямого добутку {\displaystyle G\times H} скінченних груп дорівнює добутку порядків цих груп {\displaystyle G} і {\displaystyle H}:
{\displaystyle |G\times H|=|G||H|}.

Це випливає з формули множини декартового добутку множин.
- Порядок кожного елемента {\displaystyle (g,h)} є найменшим спільним кратним порядків {\displaystyle g} і {\displaystyle h}[1]:
{\displaystyle \operatorname {ord} ((g,h))=lcm(\operatorname {ord} (g),\operatorname {ord} (h))}.

Зокрема, якщо {\displaystyle \operatorname {ord} (g)} і {\displaystyle \operatorname {ord} (h)} взаємно прості, то порядок {\displaystyle (g,h)} дорівнює добутку порядків {\displaystyle g} і {\displaystyle h}.
- Як наслідок, якщо {\displaystyle G} і {\displaystyle H} — циклічні групи, порядки яких є взаємно простими числами, то прямий добуток {\displaystyle G\times H} також є циклічною групою. А саме, якщо {\displaystyle m} і {\displaystyle n} взаємно прості, то[2]
{\displaystyle (\mathbb {Z} /m\mathbb {Z} )\times (\mathbb {Z} /n\mathbb {Z} )\cong \mathbb {Z} /mn\mathbb {Z} }.

Цей факт є варіантом китайської теореми про остачі.
- Прямий добуток можна розглядати як операцію на групах. Ця операція комутативна та асоціативна з точністю до ізоморфізму: {\displaystyle G\times H\cong H\times G} і {\displaystyle (G\times H)\times K\cong G\times (H\times K)} для любых групп {\displaystyle G}, {\displaystyle H}, і {\displaystyle K}.

Тривіальна група є її одиничним елементом із точністю до ізоморфізму, тобто, якщо {\displaystyle E} — тривіальна група, то {\displaystyle G\cong G\times E\cong E\times G} для будь-якої групи {\displaystyle G}.

## Алгебрична структура
Нехай {\displaystyle G} і {\displaystyle H} — групи, а {\displaystyle P=G\times H}. Розглянемо наступні дві підмножини {\displaystyle P}:
{\displaystyle G^{\prime }=\{(g,1):g\in G\}} і {\displaystyle H^{\prime }=\{(1,h):h\in H\}}.
Обидві ці підмножини є підгрупами {\displaystyle P}, при цьому {\displaystyle G^{\prime }} канонічно ізоморфна {\displaystyle G}, а {\displaystyle H^{\prime }} канонічно ізоморфна {\displaystyle H}. Якщо ми ототожнимо їх із {\displaystyle G} і {\displaystyle H} відповідно, ми зможемо вважати, що прямий добуток {\displaystyle P} містить початкові групи {\displaystyle G} і {\displaystyle H} як підгрупи.
Зазначені підгрупи мають такі три важливі властивості:
1. Перетин {\displaystyle G\cap H} тривіальний.
2. Кожен елемент із {\displaystyle P} можна однозначно подати як добуток елемента з {\displaystyle G} та елемента з {\displaystyle H}.
3. Кожен елемент із {\displaystyle G} комутує з кожним елементом із {\displaystyle H}.

Разом ці три властивості повністю визначають алгебричну структуру прямого добутку {\displaystyle P}. Іншими словами, якщо {\displaystyle P} — будь-яка група, що має підгрупи {\displaystyle G} і {\displaystyle H}, що задовольняють зазначені вище властивості, то {\displaystyle P} ізоморфна прямому добутку {\displaystyle G} і {\displaystyle H}. У цій ситуації {\displaystyle P} іноді називають внутрішнім прямим добутком її підгруп {\displaystyle G} і {\displaystyle H}.
У деяких випадках третя з наведених властивостей замінюється такою:
3′. {\displaystyle G} і {\displaystyle H} нормальні в {\displaystyle P}.
Ця властивість еквівалентна властивості 3, оскільки елементи двох нормальних підгруп із тривіальним перетином обов'язково комутують, що можна довести, розглядаючи комутатор {\displaystyle [g,h]}, де {\displaystyle g} — будь-який елемент у {\displaystyle G}, а {\displaystyle h} — будь-який елемент у {\displaystyle H}.

### Приклади внутрішнього прямого добутку
- Нехай {\displaystyle V} — 4-группа Кляйна: 
| ∙ | 1 | a | b | c |
| - | - | - | - | - |
| 1 | 1 | a | b | c |
| a | a | 1 | c | b |
| b | b | c | 1 | a |
| c | c | b | a | 1 |
Тоді {\displaystyle V} — внутрішній прямий добуток двоелементних підгруп {\displaystyle \{1,a\}} і {\displaystyle \{1,b\}}.
- Нехай {\displaystyle \langle a\rangle } — циклічна група порядку {\displaystyle mn}, де {\displaystyle m} і {\displaystyle n} — взаємно прості числа. Тоді {\displaystyle \langle a^{n}\rangle } і {\displaystyle \langle a^{m}\rangle } — циклічні підгрупи порядків {\displaystyle m} і {\displaystyle n} відповідно, і {\displaystyle \langle a\rangle } — внутрішній прямий добуток цих підгруп.
- Нехай {\displaystyle \mathbb {C} ^{\times }} — група ненульових комплексних чисел із операцією множення. Тоді {\displaystyle \mathbb {C} ^{\times }} є внутрішнім прямим добутком колової групи {\displaystyle \mathbb {T} }, що складається з комплексних чисел із модулем {\displaystyle 1}, і групи {\displaystyle \mathbb {R} ^{+}} додатних дійсних чисел із операцією множення.
- Комплексна повна лінійна група {\displaystyle GL(n,\mathbb {C} )} — внутрішній прямий добуток спеціальної лінійної групи {\displaystyle SL(n,\mathbb {C} )} та підгрупи, що складається зі всіх скалярних матриць.
- Якщо {\displaystyle n} — непарне число, то дійсна повна лінійна {\displaystyle GL(n,\mathbb {R} )} — внутрішній прямий добуток спеціальної лінійної групи {\displaystyle SL(n,\mathbb {R} )} і підгрупи, що складається зі всіх скалярних матриць.
- Аналогічно, коли {\displaystyle n} непарне, ортогональна група {\displaystyle O(n,\mathbb {R} )} є внутрішнім прямим добутком спеціальної ортогональної групи {\displaystyle SO(n,\mathbb {R} )} і двоелементної підгрупи {\displaystyle \{-I,I\}}, де {\displaystyle I} означає одиничну матрицю.
- Група симетрії куба — внутрішній прямий добуток підгрупи обертань куба та двоелементної групи {\displaystyle \{-I,I\}}, де {\displaystyle I} — одиничний елемент, а {\displaystyle -I} — точкове відбиття через центр куба. Аналогічний факт справедливий і для групи симетрії ікосаедра.
- Нехай {\displaystyle n} непарне, і нехай {\displaystyle D_{4n}} — діедральна група порядку {\displaystyle 4n}:
{\displaystyle D_{4n}=\langle r,s\mid r^{2n}=s^{2}=1,sr=r^{-1}s\rangle .}
Тоді {\displaystyle D_{4n}} є внутрішнім прямим добутком підгрупи {\displaystyle \langle r^{2},s\rangle } (яка ізоморфна {\displaystyle D_{2n}}) і двоелементної підгрупи {\displaystyle \{1,r^{n}\}}.

### Задання прямого добутку
Алгебричну структуру {\displaystyle G\times H} можна використати для задання прямого добутку за допомогою задань {\displaystyle G} і {\displaystyle H}. Зокрема, припустимо, що
{\displaystyle G=\langle S_{G}\mid R_{G}\rangle \ \ } і {\displaystyle \ \ H=\langle S_{H}\mid R_{H}\rangle ,}
де {\displaystyle S_{G}} і {\displaystyle S_{H}} — (неперетинні) породжувальні множини групи, а {\displaystyle R_{G}} і {\displaystyle R_{H}} — множини співвідношень між породжувальними. Тоді
{\displaystyle G\times H=\langle S_{G}\cup S_{H}\mid R_{G}\cup R_{H}\cup R_{P}\rangle }
де {\displaystyle R_{P}} — множина співвідношень, які визначають, що кожен елемент у {\displaystyle S_{G}} комутує з кожним елементом у {\displaystyle S_{H}}.
Наприклад, якщо
{\displaystyle G=\langle a\mid a^{3}=1\rangle \ \ } і {\displaystyle \ \ H=\langle b\mid b^{5}=1\rangle }
то
{\displaystyle G\times H=\langle a,b\mid a^{3}=1,b^{5}=1,ab=ba\rangle .}

### Нормальна структура
Як згадано вище, підгрупи {\displaystyle G} і {\displaystyle H} нормальні в {\displaystyle G\times H}. Зокрема, можна визначити функції {\displaystyle \pi _{G}:G\times H\rightarrow G} і {\displaystyle \pi _{H}:G\times H\rightarrow H} формулами
{\displaystyle \pi _{G}(g,h)=g~} і {\displaystyle ~\pi _{H}(g,h)=h}.
Тоді {\displaystyle \pi _{G}} і {\displaystyle \pi _{H}} є гомоморфізмами проєкції з ядрами {\displaystyle H} і {\displaystyle G} відповідно.
З цього виходить що {\displaystyle G\times H} — розширення {\displaystyle G} за допомогою {\displaystyle H} (або навпаки). У випадку, коли {\displaystyle G\times H} — скінченна група, композиційні фактори групи {\displaystyle G\times H} є точно об'єднанням композиційних факторів групи {\displaystyle G} та композиційних факторів групи {\displaystyle H}.

## Інші властивості

### Універсальна властивість
Прямий добуток {\displaystyle G\times H} можна схарактеризувати такою універсальною властивістю. Нехай {\displaystyle \pi _{G}:G\times H\rightarrow G} і {\displaystyle \pi _{H}:G\times H\rightarrow H} — гомоморфізм проєкції. Тоді для будь-якої групи {\displaystyle P} та будь-яких гомоморфізмів {\displaystyle f_{G}:P\rightarrow G} і {\displaystyle f_{H}:P\rightarrow H} існує єдиний гомоморфізм {\displaystyle f:P\rightarrow G\times H}, що відповідає такій комутативній діаграмі:
Іншими словами, гомоморфізм {\displaystyle f} задається формулою
{\displaystyle f(p)=(f_{G}(p),f_{H}(p))}.
Це окремий випадок універсальної властивості для добутків у теорії категорій.

### Підгрупи
Якщо {\displaystyle A} — підгрупа {\displaystyle G} і {\displaystyle B} — підгрупа {\displaystyle H}, то прямий добуток {\displaystyle A\times B} є підгрупою {\displaystyle G\times H}. Наприклад, ізоморфною копією {\displaystyle G} в {\displaystyle G\times H} є добуток {\displaystyle G\times \{1\}}, де {\displaystyle \{1\}} — тривіальна підгрупа {\displaystyle H}.
Якщо {\displaystyle A} і {\displaystyle B} нормальні, то {\displaystyle A\times B} — нормальна підгрупа в {\displaystyle G\times H}. Більш того, фактор-група прямих добутків ізоморфна прямому добутку часток:
{\displaystyle (G\times H)/(A\times B)\cong (G/A)\times (H/B)}.
Зверніть увагу, що, взагалі кажучи, неправда, що кожна підгрупа з {\displaystyle G\times H} є добутком підгрупи з {\displaystyle G} та підгрупи з {\displaystyle H}. Наприклад, якщо {\displaystyle G} — будь-яка нетривіальна група, то добуток {\displaystyle G\times G} має діагональну підгрупу
{\displaystyle \triangle =\{(g,g):g\in G\}}
яка не є прямим добутком двох підгруп {\displaystyle G}.
Підгрупи прямих добутків описує лема Ґурса́.

### Спряженість та централізатори
Два елементи {\displaystyle (g_{1},h_{1})} і {\displaystyle (g_{2},h_{2})} спряжені в {\displaystyle G\times H} тоді й лише тоді, коли {\displaystyle g_{1}} і {\displaystyle g_{2}} спряжені в {\displaystyle G} і одночасно {\displaystyle h_{1}} і {\displaystyle h_{2}} спряжені в {\displaystyle H}. Звідси випливає, що кожен клас спряженості в {\displaystyle G\times H} є декартовим добутком класу спряженості в {\displaystyle G} і класу спряженості в {\displaystyle H}.
Аналогічно, якщо {\displaystyle (g,h)\in G\times H}, то централізатор {\displaystyle (g,h)} є добутком централізаторів {\displaystyle g} і {\displaystyle h}:
{\displaystyle C_{G\times H}(g,h)=C_{G}(g)\times C_{H}(h)}.
Також центр {\displaystyle G\times H} є добутком центрів {\displaystyle G} і {\displaystyle H}:
{\displaystyle Z(G\times H)=Z(G)\times Z(H)}.
Нормалізатори поводяться складніше, оскільки всі підгрупи прямих добутків самі розкладаються на прямі добутки.

### Автоморфізми та ендоморфізми
Якщо {\displaystyle \alpha } — автоморфізм {\displaystyle G}, а {\displaystyle \beta } — автоморфізм {\displaystyle H}, то добуток функцій {\displaystyle \alpha \times \beta :G\times H\rightarrow G\times H}, що визначається формулою
{\displaystyle (\alpha \times \beta )(g,h)=(\alpha (g),\beta (h))}
є автоморфізмом {\displaystyle G\times H}. З цього випливає, що {\displaystyle \operatorname {Aut} (G\times H)} містить у собі підгрупу, ізоморфну прямому добутку {\displaystyle \operatorname {Aut} (G)\times \operatorname {Aut} (H)}.
У загальному випадку неправда, що кожен автоморфізм {\displaystyle G\times H} має вищезгаданий вигляд. Наприклад, якщо {\displaystyle G} — будь-яка група, то існує автоморфізм {\displaystyle \sigma } групи {\displaystyle G\times G}, який міняє місцями два множники, тобто
{\displaystyle \sigma (g_{1},g_{2})=(g_{2},g_{1})}.
Інший приклад: групою автоморфізмів групи {\displaystyle \mathbb {Z} \times \mathbb {Z} } є {\displaystyle GL(2,\mathbb {Z} )} є група всіх матриць розміру {\displaystyle 2\times 2} зі цілочисельними значеннями та визначником, рівним {\displaystyle \pm 1}. Ця група автоморфізмів нескінченна, але лише скінченна кількість автоморфізмів задаються як {\displaystyle \alpha \times \beta }.
Загалом, кожен ендоморфізм {\displaystyle G\times H} можна записати у вигляді матриці розміру {\displaystyle 2\times 2}
{\displaystyle {\begin{bmatrix}\alpha &\beta \\\gamma &\delta \end{bmatrix}}}
де {\displaystyle \alpha } — ендоморфізм {\displaystyle G}, {\displaystyle \delta } — ендоморфізм {\displaystyle H}, а {\displaystyle \beta :H\rightarrow G} і {\displaystyle \gamma :G\rightarrow H} — гомоморфізми. Ця матриця повинна мати властивість, що кожен елемент образу {\displaystyle \alpha } комутує з кожним елементом образу {\displaystyle \beta }, а кожен елемент образу {\displaystyle \gamma } комутує з кожним елементом образу {\displaystyle \delta }.
Коли {\displaystyle G} і {\displaystyle H} — нерозкладні групи з тривіальними центрами, то група автоморфізмів прямого добутку відносно проста: {\displaystyle \operatorname {Aut} (G)\times \operatorname {Aut} (H)}, якщо {\displaystyle G} і {\displaystyle H} не ізоморфні, та {\displaystyle \operatorname {Aut} (G)~wr~2}, якщо {\displaystyle G\cong H}, де {\displaystyle wr} позначає сплетення. Це частина теореми Крулля — Шмідта, в загальному випадку вона справедлива для скінченних прямих добутків.

## Узагальнення

### Скінченні прямі добутки
Можна знайти прямий добуток більш ніж двох груп одночасно. Для скінченної послідовності груп {\displaystyle G_{1},...,G_{n}} прямий добуток
{\displaystyle \prod _{i=1}^{n}G_{i}\;=\;G_{1}\times G_{2}\times \cdots \times G_{n}}
визначають так:
- Елементами {\displaystyle G_{1}\times \cdots \times G_{n}} є кортежі {\displaystyle (g_{1},...,g_{n})}, де {\displaystyle g_{i}\in G_{i}} для будь-якого {\displaystyle i}.
- Операцію на {\displaystyle G_{1}\times \cdots \times G_{n}} визначають покомпонентно:
{\displaystyle (g_{1},...,g_{n})(g'_{1},...,g'_{n})=(g_{1}g'_{1},...,g_{n}g'_{n})}.

Він має багато властивостей, які має прямий добуток двох груп, і може бути алгебрично схарактеризованим в аналогічний спосіб.

### Нескінченні прямі добутки
Також можна отримати прямий добуток нескінченної кількості груп. Для нескінченної послідовності груп {\displaystyle G_{1},G_{2},...} його можна визначити так само, як для скінченного прямого добутку, з елементами нескінченного прямого добутку, що є нескінченними кортежами.
У загальнішому сенсі, для індексованого сімейства груп {\displaystyle \{G_{i}\}_{i\in I}} прямий добуток {\displaystyle \Pi _{i\in I}G_{i}} визначають так:
- Елементи {\displaystyle \Pi _{i\in I}G_{i}} це елементи нескінченного декартового добутку множин {\displaystyle G_{i}}; тобто, елементи нескінченного декартового добутку можна розуміти як функції {\displaystyle f:I\rightarrow \bigcup _{i\in I}G_{i}} з такою властивістю, що {\displaystyle f(i)\in G_{i}} для будь-якого {\displaystyle i}.
- Добуток двох елементів {\displaystyle f,g} визначають покомпонентно:
{\displaystyle (f\cdot g)(i)=f(i)\cdot g(i)}.

На відміну від скінченного прямого добутку, нескінченний прямий добуток {\displaystyle \Pi _{i\in I}G_{i}} не породжується елементами ізоморфних підгруп {\displaystyle \{G_{i}\}_{i\in I}}. Натомість ці підгрупи породжують підгрупу прямого добутку, відому як нескінченна пряма сума, яка складається з усіх елементів, що мають лише скінченне число неодиничних компонентів.

### Інші добутки

#### Напівпрямі добутки
Нагадаємо, що група {\displaystyle P} з підгрупами {\displaystyle G} і {\displaystyle H} ізоморфна прямому добутку {\displaystyle G} і {\displaystyle H}, якщо вона задовольняє такі три умови:
1. Перетин {\displaystyle G\cap H} є тривіальною групою.
2. Кожен елемент із {\displaystyle P} можна однозначно подати як добуток елемента з {\displaystyle G} та елемента з {\displaystyle H}.
3. І {\displaystyle G}, і {\displaystyle H} є нормальними в {\displaystyle P}.

Напівпрямий добуток {\displaystyle G} і {\displaystyle H} отримують ослабленням третьої умови, так що тільки одна з двох підгруп {\displaystyle G}, {\displaystyle H} має бути нормальною. Отриманий добуток, як і раніше, складається з упорядкованих пар {\displaystyle (g,h)}, але з трохи складнішим правилом множення.
Також можна повністю послабити третю умову, не вимагаючи від жодної з підгруп нормальності. У цьому випадку групу {\displaystyle P} називають добутком Заппи — Сепа груп {\displaystyle G} і {\displaystyle H}.

#### Вільні добутки
Вільний добуток груп {\displaystyle G} і {\displaystyle H}, що зазвичай позначають як {\displaystyle G*H}, схожий на прямий добуток, за винятком того, що підгрупи {\displaystyle G} і {\displaystyle H} групи {\displaystyle G*H} не мусять комутувати. А саме, якщо
{\displaystyle G=\langle ~S_{G}~|~R_{G}~\rangle } і {\displaystyle H=\langle ~S_{H}~|~R_{H}~\rangle },
є заданнями {\displaystyle G} і {\displaystyle H}, то
{\displaystyle G*H=\langle ~S_{G}\cup S_{H}~|~R_{G}\cup R_{H}~\rangle }.
На відміну від прямого добутку елементів вільного добутку не можна представити впорядкованими парами. До того ж вільний добуток будь-яких двох нетривіальних груп нескінченний. Дивно, але вільний добуток є кодобутком у категорії груп.

#### Підпрямі добутки
Якщо {\displaystyle G} і {\displaystyle H} — групи, то підпрямим добутком {\displaystyle G} і {\displaystyle H} є будь-яка підгрупа {\displaystyle G\times H}, яка відображається сюр'єктивно в {\displaystyle G} і {\displaystyle H} під впливом гомоморфізмів проєкції. Згідно з лемою Ґурса́, кожен підпрямий добуток розшарований.

#### Розшаровані добутки
Нехай {\displaystyle G}, {\displaystyle H} і {\displaystyle Q} — групи, і нехай {\displaystyle \varphi :G\rightarrow Q} і {\displaystyle \chi :H\rightarrow Q} — гомоморфізми. Розшарований добуток {\displaystyle G} і {\displaystyle H} над {\displaystyle Q} являє собою таку підгрупу {\displaystyle G\times H}:
{\displaystyle G\times _{Q}H=\{(g,h)\in G\times H:\varphi (g)=\chi (h)\}}.
Якщо {\displaystyle \varphi :G\rightarrow Q} і {\displaystyle \chi :H\rightarrow Q} — епіморфізми, то це підпрямий добуток.

### Українською
- Гаврилків В. М. Елементи теорії груп та теорії кілець. — І.-Ф.  : Голіней, 2023. — 153 с.
- Ганюшкін О. Г., Безущак О. О. Теорія груп: Навчальний посібник для студентів механіко–математичного факультету. — Київ : ВПЦ "Київський університет", 2005.(укр.)

### Іншими мовами
- Artin, Michael (1991), Algebra, Prentice Hall, ISBN 978-0-89871-510-1
- Herstein, Israel Nathan (1996), Abstract algebra (вид. 3rd), Upper Saddle River, NJ: Prentice Hall Inc., ISBN 978-0-13-374562-7, MR 1375019.
- Herstein, Israel Nathan (1975), Topics in algebra (вид. 2nd), Lexington, Mass.: Xerox College Publishing, MR 0356988.
- Lang, Serge (2002), Algebra, Graduate Texts in Mathematics, vol. 211 (Revised third ed.), New York: Springer-Verlag, ISBN 978-0-387-95385-4, MR 1878556
- Lang, Serge (2005), Undergraduate Algebra (вид. 3rd), Berlin, New York: Springer-Verlag, ISBN 978-0-387-22025-3.
- Robinson, Derek John Scott (1996), A course in the theory of groups, Berlin, New York: Springer-Verlag, ISBN 978-0-387-94461-6.